# Pinus luzmariae
Pinus luzmariae — вид хвойних дерев родини соснові. Він зустрічається в Гондурасі та південно-західній Мексиці.

## Опис
Дерево до 18 м заввишки і 60 см заввишки з неправильною, колоноподібною або малорозгалуженою, зонтикоподібною кроною. Кора на дорослих деревах дуже луската, поздовжньо тріщиниста неправильної форми, у щілинах червоно-бура, з віком сіріє. Гілочки товщиною 4–5 мм, дрібно лускаті, від червонувато до світло-коричневого кольору. Листки в пучках по 3, прямі, жорсткі, пониклі у 2 і 3 роки, (11)14–17(29) см × 1.2–1.6 мм. Насінні шишки конічно-яйцеподібні, у закритому вигляді надзвичайно гладкі, у відкритому вигляді 3–5.5 × 2–5(6) см і ширше довжини, висять на тонких (2–4 мм) ніжках довжиною 1–2.5 см; лусочки прикореневої шишки відриваються до падіння шишок (рідкісна властивість); стійкі протягом кількох років.

## Середовище проживання
Середовище проживання та екологія цього виду подібні до Pinus oocarpa, з яким пов'язаний. Клімат помірний з напівтропічним впливом. На кам'янистих ґрунтах зустрічається з Pinus lumholtzii, P. engelmannii, Quercus magnoliifolia, Q. resinosa, Q. crassifolia, Q. coccolobifolia. У глибоких ґрунтах асоціюється з Quercus viminea, Q. fulva та Arbutus tessellate.

## Загрози
Основною загрозою є низька регенераційна здатність популяцій цього виду через низьку кількість фертильного насіння на шишку. Можливо, це пов’язано з тим, що пилок виділяється в червні та липні, коли йде більше дощів, що ускладнює запилення. Вторинні загрози – пожежа та незаконні рубки на дрова. 